# Astracantha gigantostrobus
Astracantha gigantostrobus är en ärtväxtart som först beskrevs av Karl Heinz Rechinger och Paul Aellen, och fick sitt nu gällande namn av Dieter Podlech. Astracantha gigantostrobus ingår i släktet Astracantha och familjen ärtväxter. Inga underarter finns listade i Catalogue of Life.